# Pfarrkirche Grafenbach

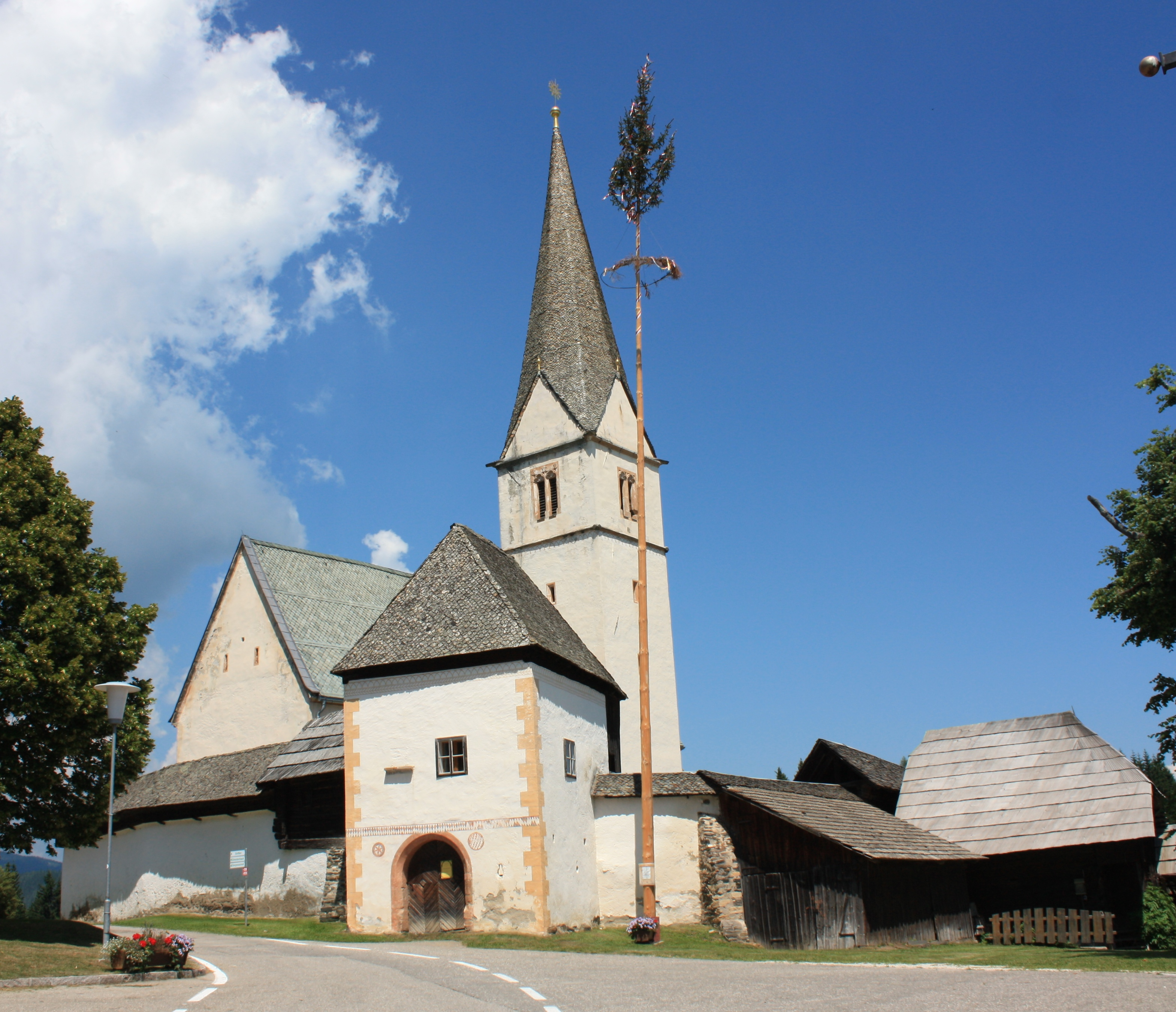

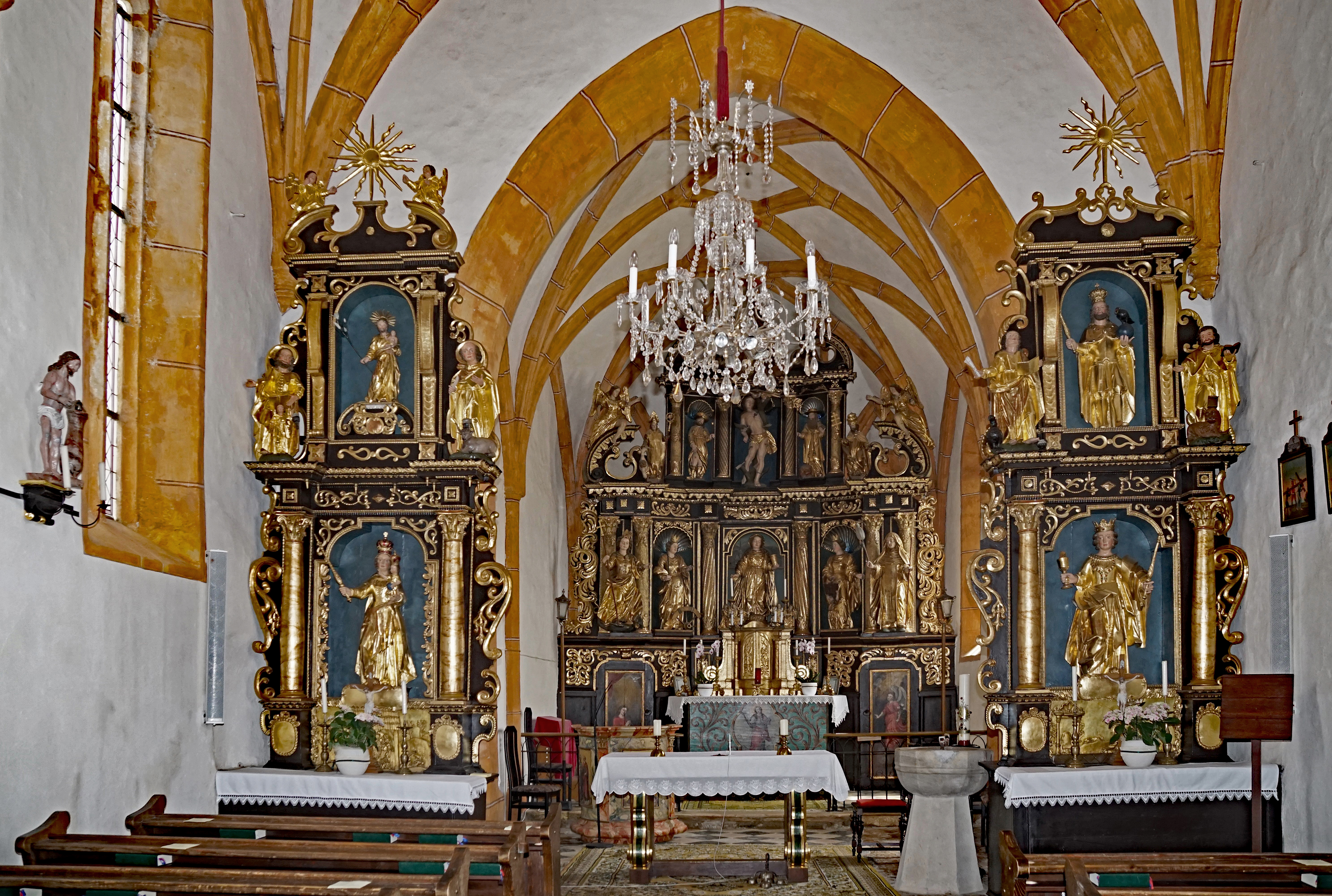
Innenansicht

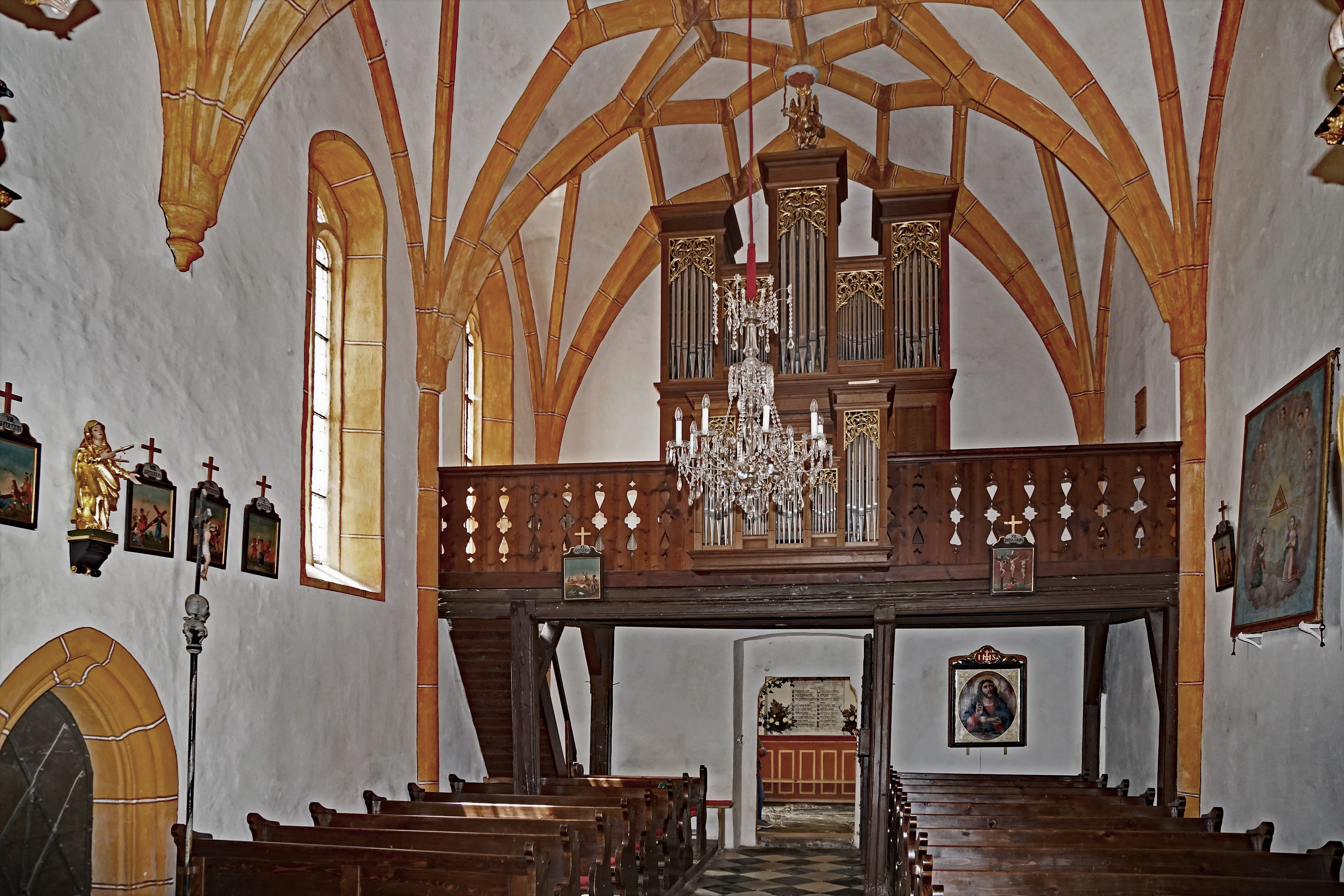
Blick zur Orgelempore

Die römisch-katholische Pfarrkirche Grafenbach liegt in 1161 m Seehöhe am Südhang der Saualpe in der Gemeinde Diex. Die spätgotische Wehrkirche ist der heiligen Maria Magdalena geweiht. Die Kirche und die Wehranlage stehen unter Denkmalschutz (Listeneintrag).

## Geschichte
Die Kirche wird erstmals 1309 im Kopialbuch des Stiftes Griffen urkundlich erwähnt. Im Jahre 1377 wird sie als Filiale der Pfarrkirche Diex unter den Pfründen des Völkermarkter Kollegialkapitels genannt. Erst im 18. Jahrhundert wurde Grafenbach zu einer eigenen Pfarre erhoben.

## Kirchenbau
Die spätgotische Kirche wurde im ersten Drittel des 16. Jahrhunderts errichtet. Der Turm an der Südseite des Langhauses hat zweiteilige Schallfenster mit Blendmaßwerk und ist mit einem achtseitigen Spitzhelm mit Steinschindeldeckung bekrönt. Die beiden Glocken im Turm stammen aus dem 13. und 14. Jahrhundert. Das Langhaus und der Chor werden durch dreistufige Strebepfeiler gestützt. An der Langhausaußenwand hängt ein Kruzifix aus dem 17. Jahrhundert, das 1982 restauriert wurde. Im Westen wurde 1640 am Langhaus in voller Höhe und Breite ein zweigeschoßiger Vorhallenbau angeschlossen, der an der Nord- und Südseite durch abgefaste Rundbogenportale betreten werden kann. Das farbig gefasste Westportal der Kirche ist mit reichen Profilen, einem krabbenbesetzten Kielbogen und Blendmaßwerk im Tympanon geschmückt.
Über dem dreijochigen Langhaus ruht ein Netzrippengewölbe auf Runddiensten. Ein spitzbogiger Triumphbogen verbindet das Langhaus mit dem zweijochigen Chor mit 3/8 Schluss. Über dem Chor erstreckt sich ein Netzrippengewölbe auf polygonalen Diensten. Die Mauern des Langhauses und des Chores werden von zweibahnigen Maßwerkfenstern durchbrochen. Im Süden des Langhauses führt ein spitzbogiges Portal in den tonnengewölbten Turmraum.

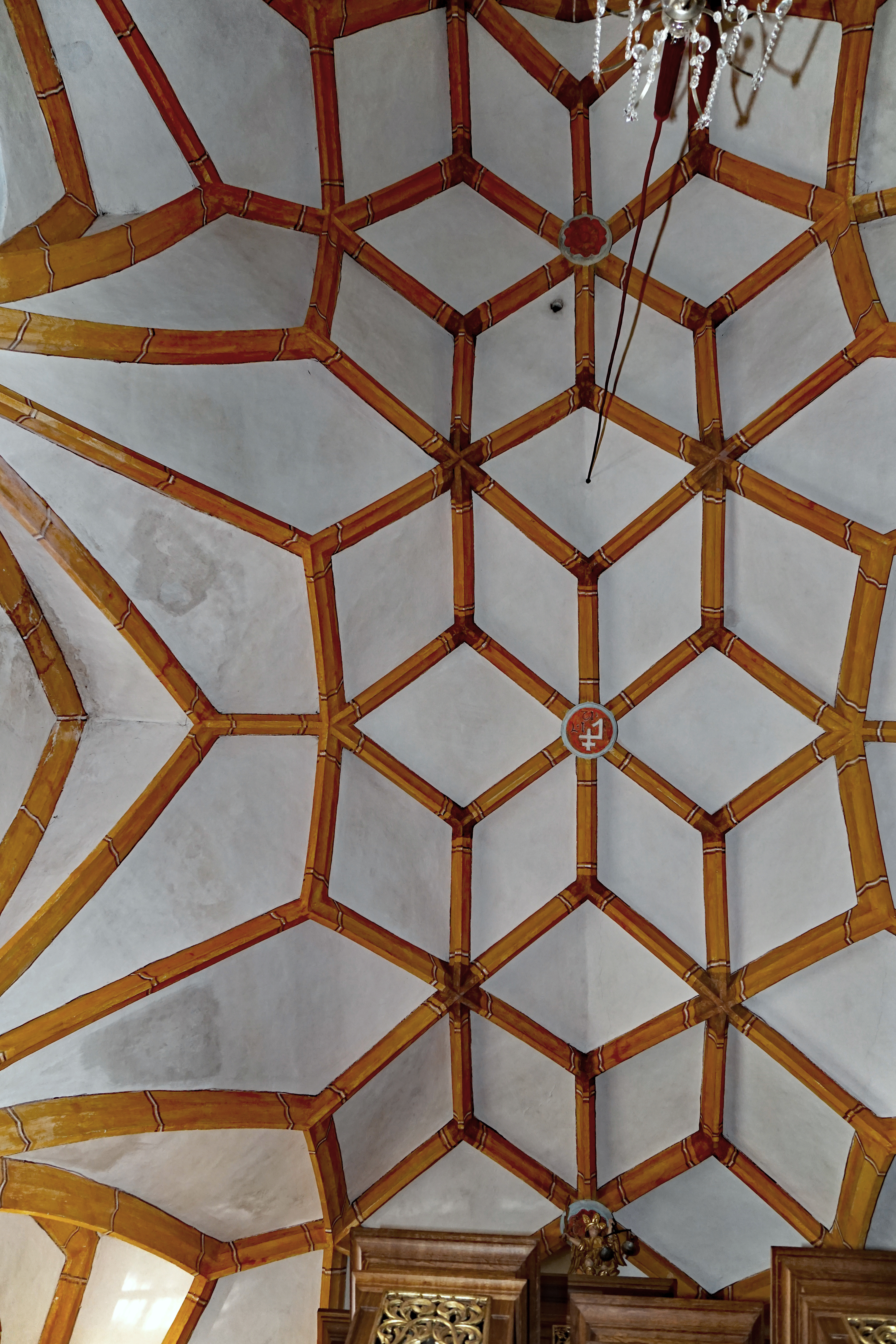
Langhausgewölbe
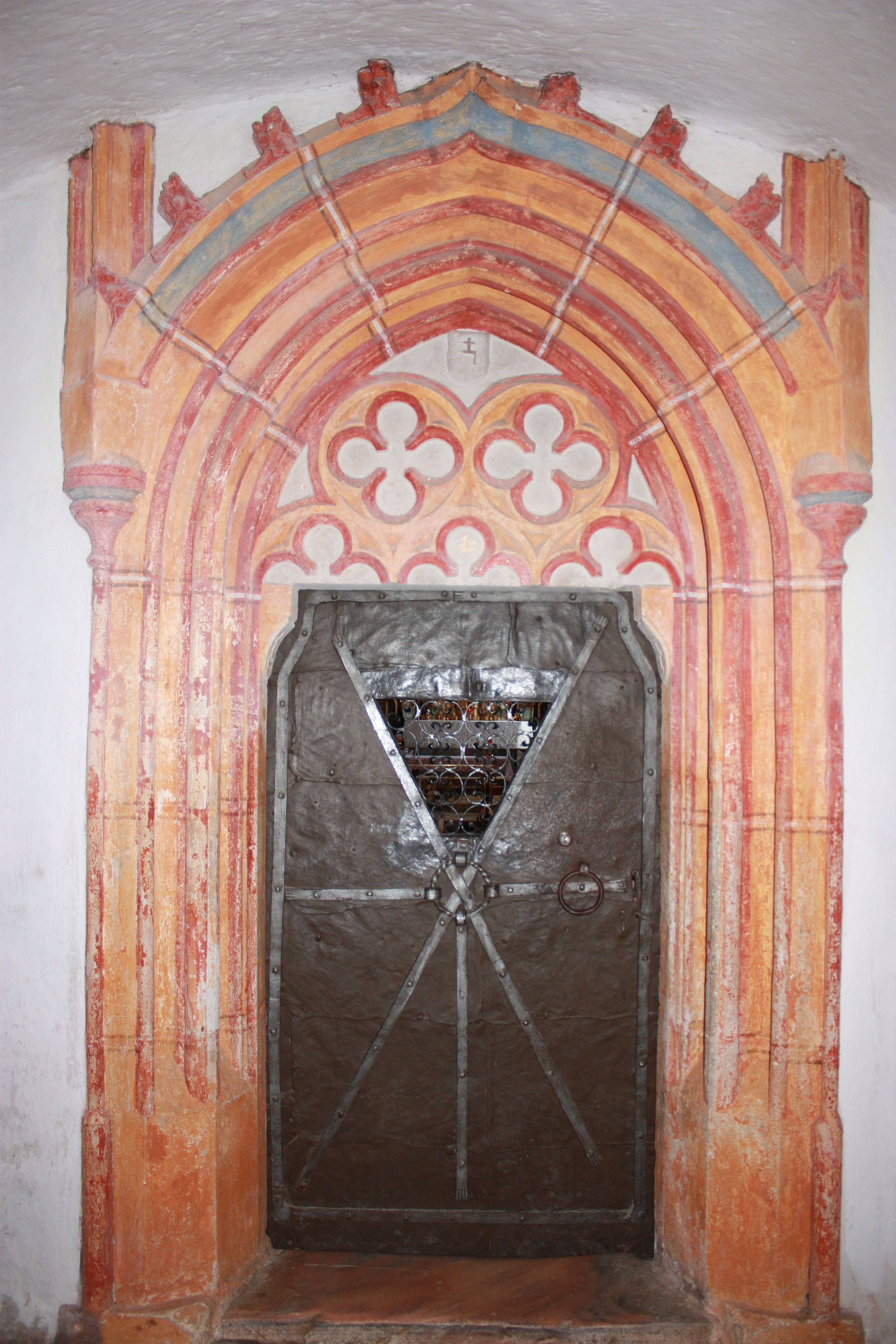
Kirchenportal

## Einrichtung

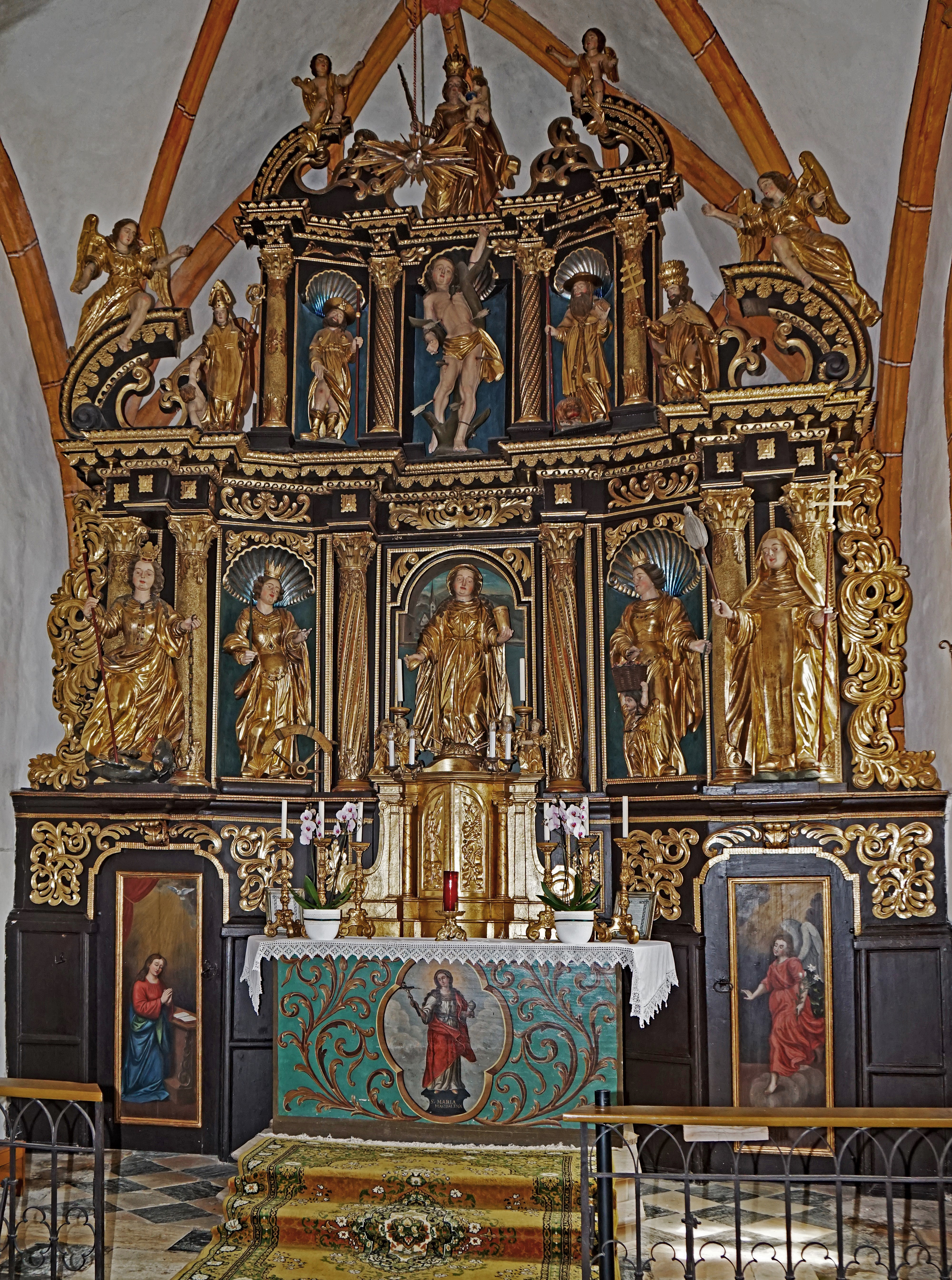
Der Hochaltar

Die einheitlich barocke Altarausstattung stammt aus dem vierten Viertel des 17. Jahrhunderts.
Der dreizonige Hochaltar zeigt an den Türen der Opfergangsportale die gemalte Verkündigung Mariens. In den Nischen zwischen den vorgestellten Säulen stehen die Statuen der Heiligen Margaretha, Katharina, Maria Magdalena, Dorothea und Gertrud, im Auszug der heilige Sebastian zwischen den Heiligen Rochus und Hieronymus, darüber eine Madonnenskulptur flankiert von Putten zwischen Sprenggiebeln.
Die zentrale Figur im linken Seitenaltar ist Maria mit Kind, im Altaraufsatz stehen die Skulpturen des heiligen Josef sowie die der Evangelisten Matthäus und Lukas.
Im Schrein des rechten Seitenaltars steht die Figur der heiligen Barbara, darüber steht der heilige Oswald, flankiert von den Evangelisten Johannes und Markus.
Bedeutende Skulpturen sind ein Schmerzensmann, eine schmerzhafte Muttergottes, der heilige Augustinus, der Erzengel Michael mit Seelenwaage auf dem Orgelgehäuse sowie eine gotische Statue der Maria Magdalena von etwa 1515, die an bestimmten Feiertagen bei Prozessionen mitgetragen wurde. Zur weiteren Einrichtung gehören volkstümliche Kreuzweggemälde.
Die alte, barocke Orgel, die 1859 aus Hochfeistritz angekauft worden war, wurde 1986 durch eine neue der Firma Rieger ersetzt.

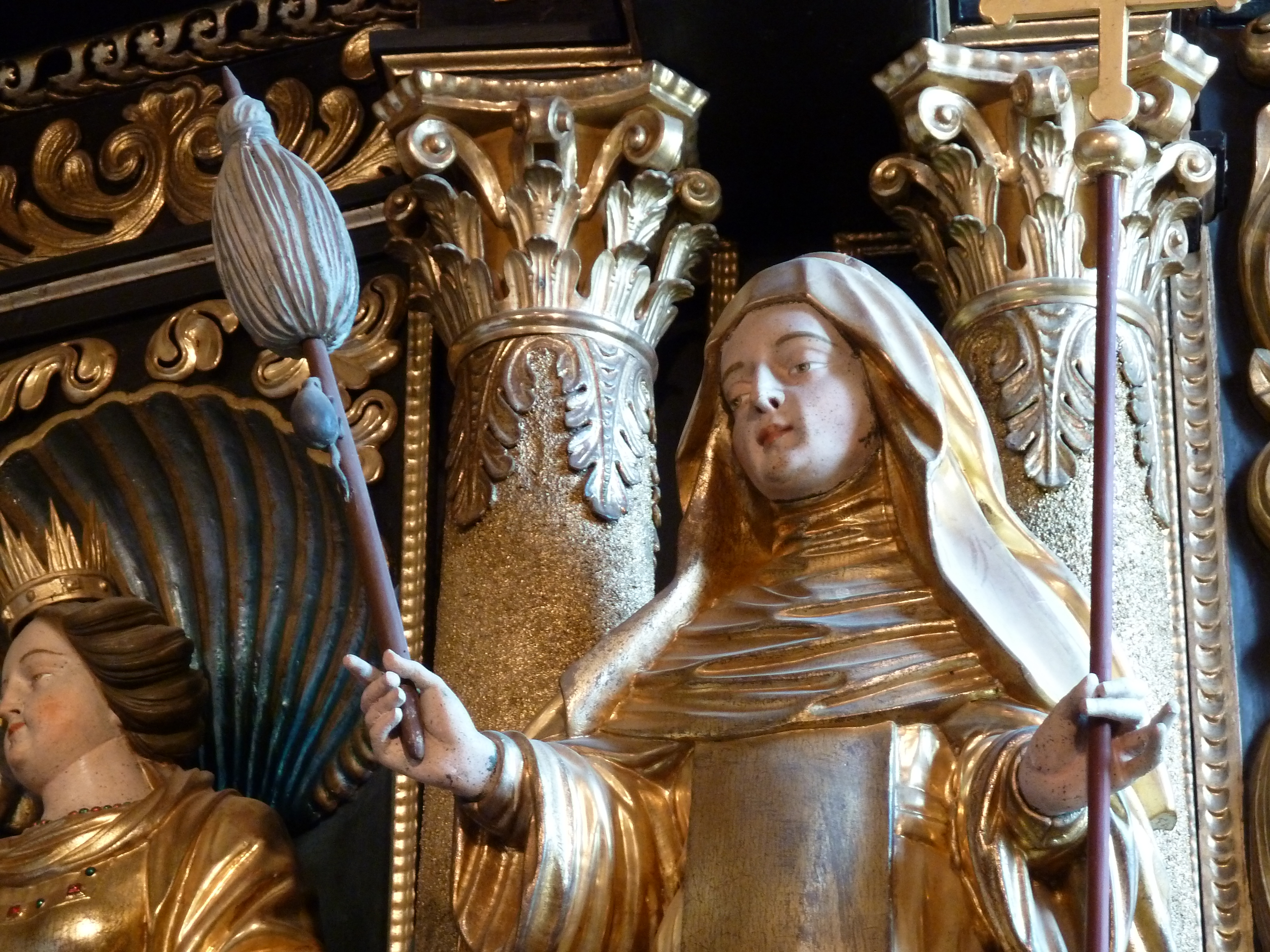
Die Statue der hl. Gertrud des Hochaltars mit einer Maus am Spinnrocken
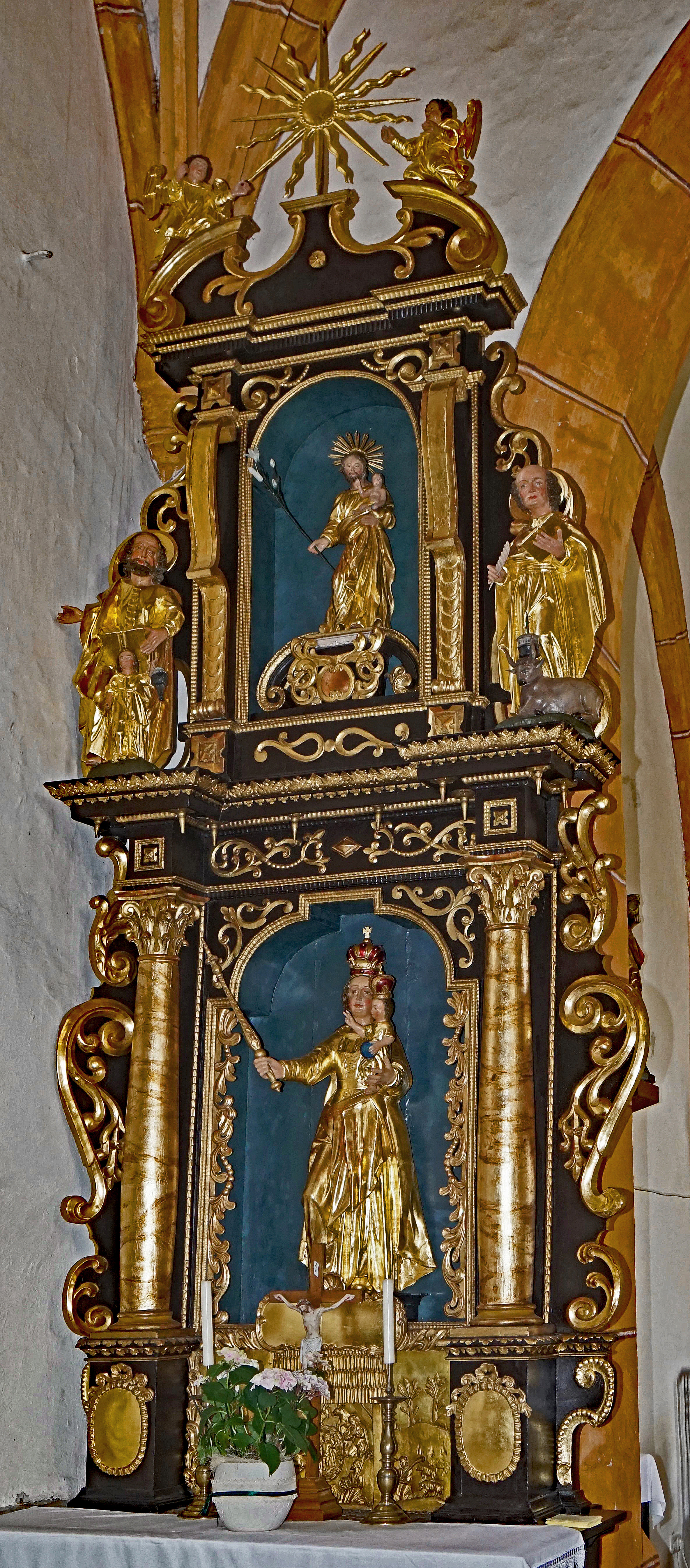
Marienaltar
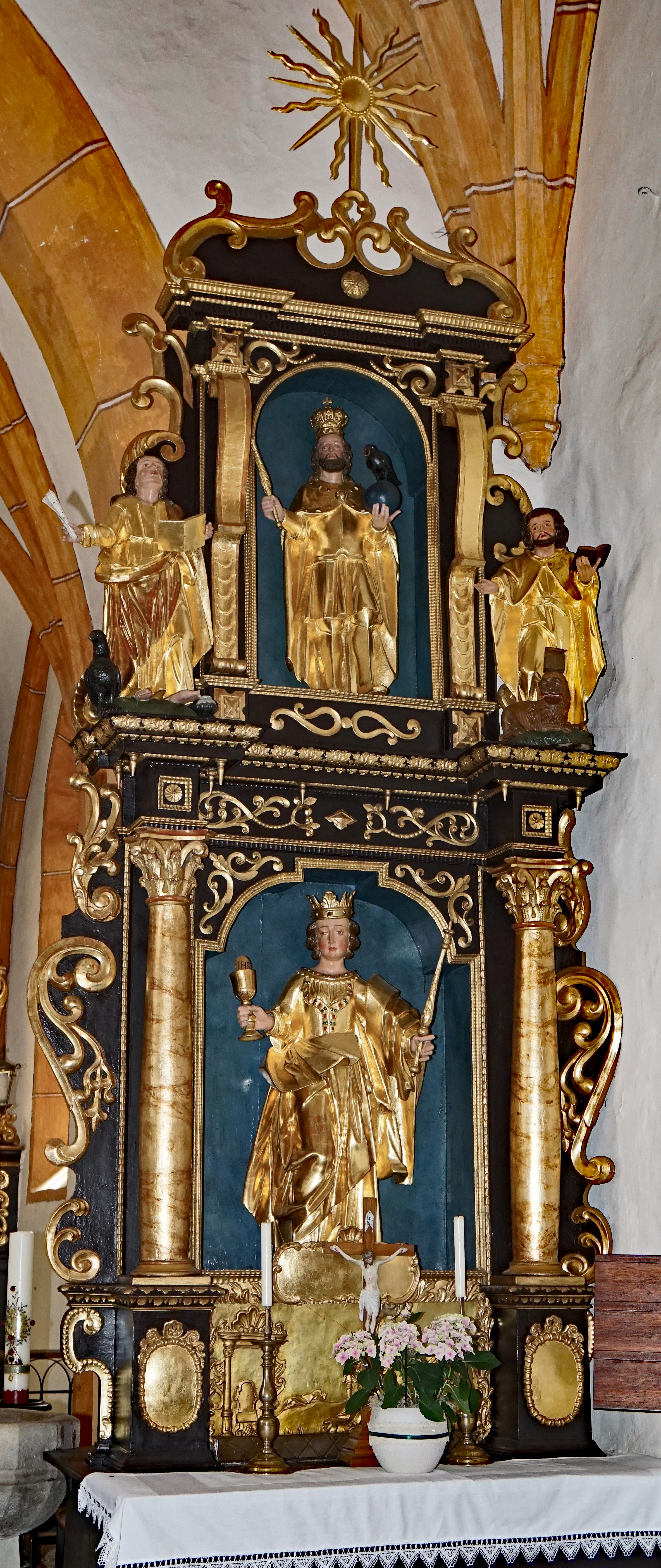
Barbara-Altar
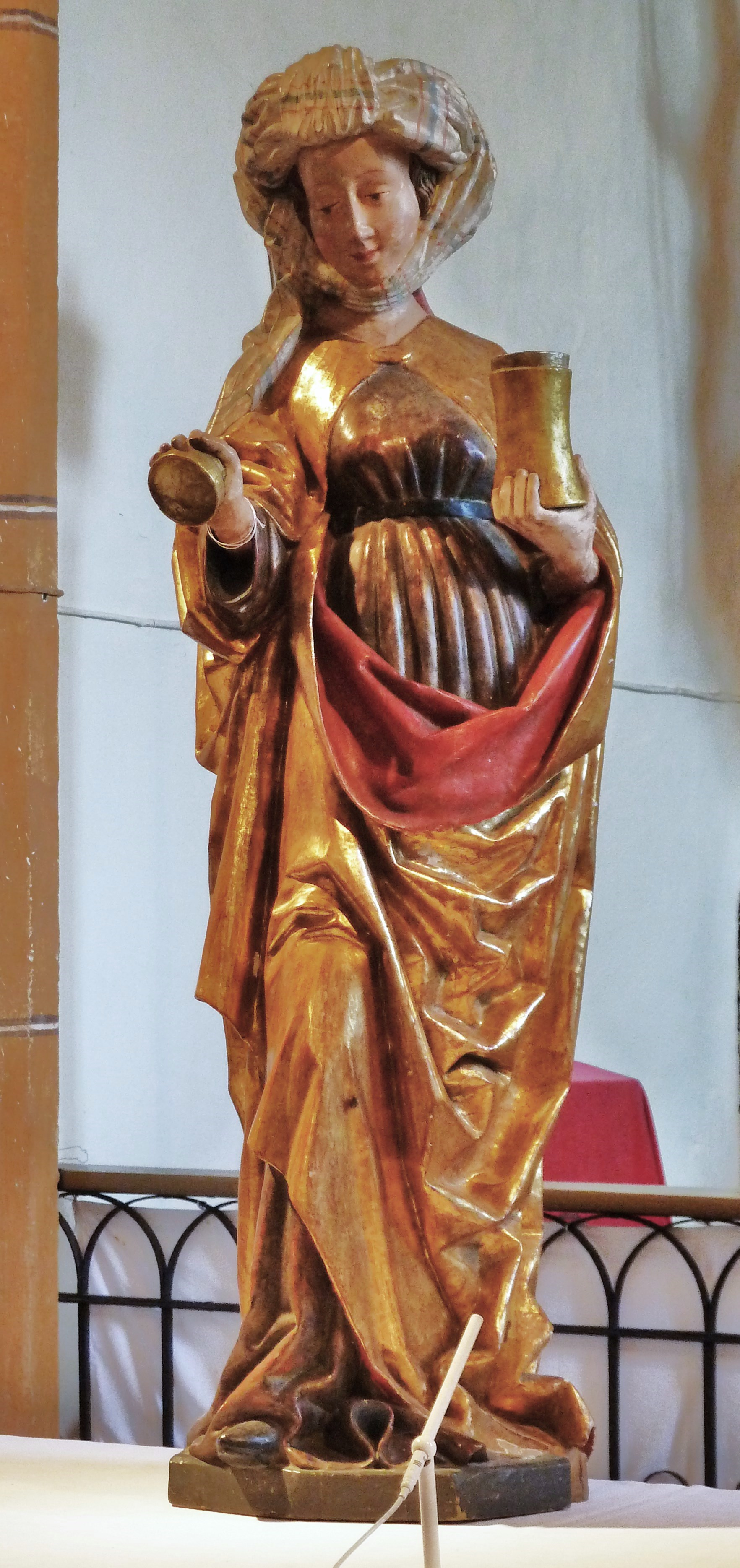
Gotische Statue der Maria Magdalena
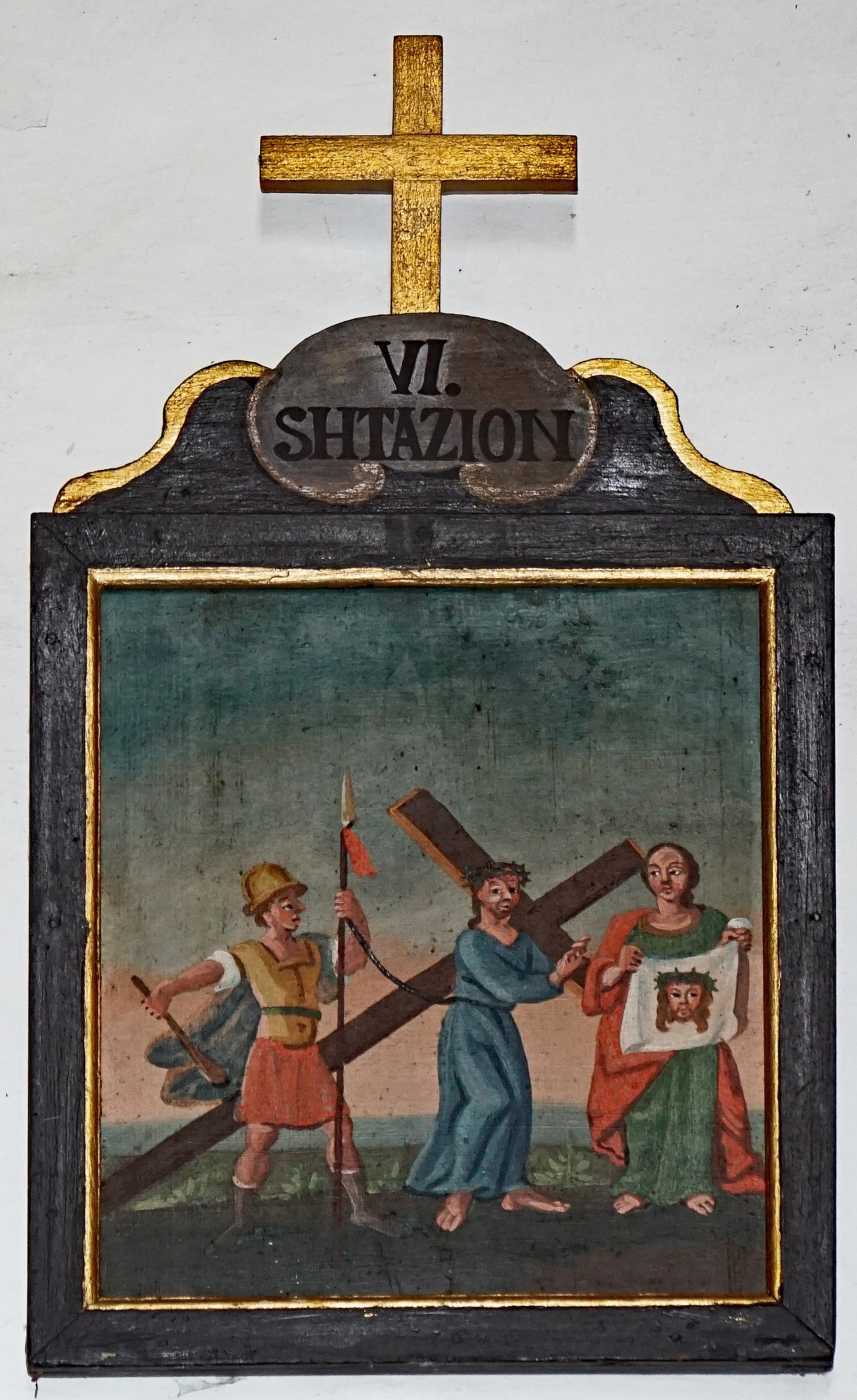
Kreuzweg-Gemälde

## Wehranlage

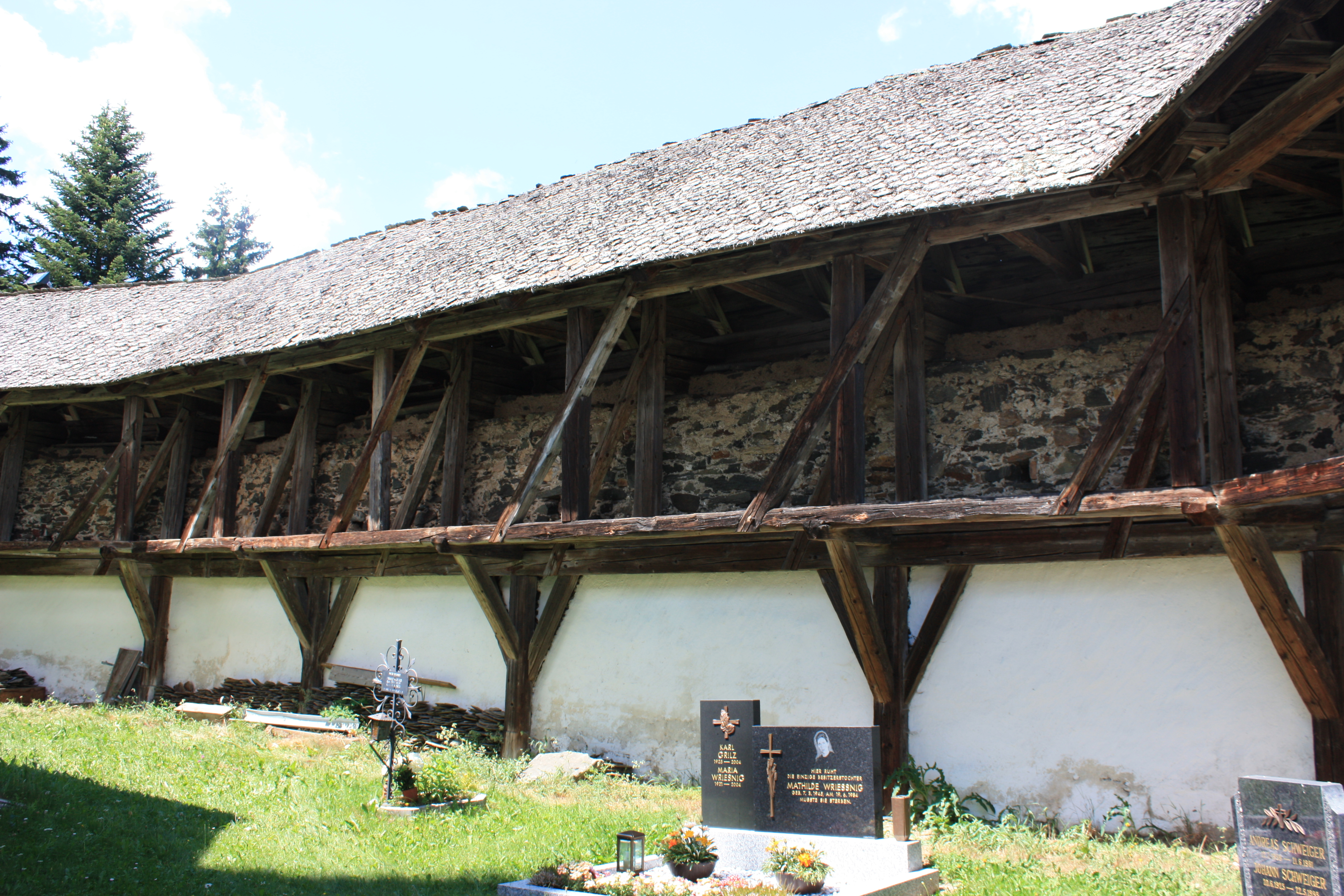
Wehrmauer

Die Wehranlage mit unversehrt erhaltener über drei Meter hoher Ringmauer wurde zwischen 1487 und 1532 erbaut. Im Südwesten befindet sich ein zweigeschoßiger Torturm mit Walmdach, abgefastem Rundbogenportal und einem Tonnengewölbe mit Stichkappen im Untergeschoß. An der Innenwand der Wehrmauer befindet sich ein hölzerner Wehrgang mit Satteldach mit Steinschindeldeckung. 1993 wurde im Obergeschoß des Torturms ein Proberaum eingerichtet.